# His Back Against the Wall
His Back Against the Wall è un film muto del 1922 diretto da Rowland V. Lee. Prodotto dalla Goldwyn Pictures Corporation, aveva come interpreti Raymond Hatton, Virginia Valli, Will Walling, J. Gordon Russell, W.H. Bainbridge. Il soggetto e la sceneggiatura si devono rispettivamente a John Frederick e a Julien Josephson.

## Trama

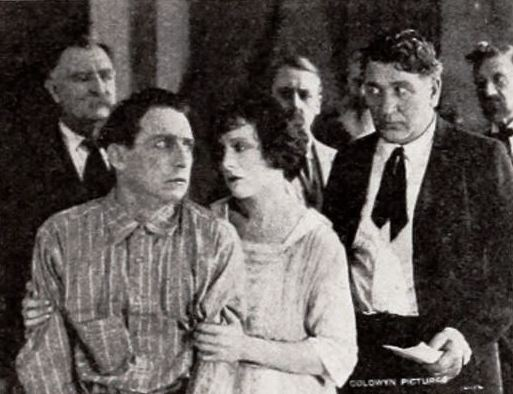

Jeremy Dice, che lavora in una sartoria dell'East Side di New York, si vanta di essere un sarto e un ballerino brillante. Ma si dimostra vigliacco quando un bullo si prende delle libertà con la sua ragazza e il suo datore di lavoro lo licenzia. Jeremy decide di partire per il West. Lì, mentre si trova nel deserto, si imbatte in due fuorilegge che stanno litigando per il bottino: i due finiscono per spararsi, restando ambedue uccisi. Lo sceriffo, equivocando sull'accaduto, dichiara che Jeremy è un eroe. Lui è talmente spaventato che non riesce a raccontare com'è veramente andata. Il giovane viene accolto in casa da Welling, un ricco allevatore, la cui figlia Mary inizia ad interessarsi a lui. In seguito, però, il suo coraggio viene messo in dubbio, screditandolo pubblicamente. Quando però uno degli uomini attacca Mary, calunniandola, Jeremy replica all'accusatore piazzandogli un pugno sulla mascella, ristabilendo la sua popolarità e conquistando l'ammirazione di Mary.

## Produzione
Il film, il cui titolo originale era His Back to the Wall, fu prodotto dalla Goldwyn Pictures Corporation

## Distribuzione
Il copyright del film, richiesto dalla Goldwyn, fu registrato il 3 gennaio 1922 con il numero LP17424.

Distribuito dalla Goldwyn Distributing Corporation, il film uscì nelle sale statunitensi il 21 maggio 1922.
Copia completa della pellicola si trova conservata negli archivi della MGM.